# Liste der Kulturdenkmäler in Malberg (Eifel)
In der Liste der Kulturdenkmäler in Malberg sind alle Kulturdenkmäler der rheinland-pfälzischen Ortsgemeinde Malberg einschließlich des Ortsteils Mohrweiler aufgeführt. Grundlage ist die Denkmalliste des Landes Rheinland-Pfalz (Stand: 27. Juni 2022).

## Denkmalzonen
| Bezeichnung                              | Lage                                                                | Baujahr                 | Beschreibung | Bild            |
| ---------------------------------------- | ------------------------------------------------------------------- | ----------------------- | --- | --------------- |
| Denkmalzone Schloss Malberg und Ortskern | Malberg Lage                                                        | 18. und 19. Jahrhundert | Schloss und zugehörige Siedlung bilden eine historische Einheit; Schloss in der Nachfolge einer mittelalterlichen Burg 1707–15 unter Johann Werner von Veyder nach Plänen des kurpfälzischen Hofarchitekten Matteo Alberti, bestehend aus Neuem Haus, Arkadenbau und Altbau (im Kern mittelalterlich) um einen Hof, tiefer gelegen die ehemalige Schlosskapelle,spätere Pfarrkirche, Brauhaus, sogenannter eiserner Garten, sogenannter runder Garten; Ortskern mit städtischem Charakter, geschlossen bebaut mit schmalen Wohnhäusern aus der Zeit zwischen 1770 und dem mittleren 19. Jahrhundert | Fotos hochladen |
| Denkmalzone Jüdischer Friedhof           | Malberg, südöstlich des Ortes im Kylltal; Flur Unter der Klerf Lage | um 1900                 | sechs Grabsteine auf dem um 1900 angelegten umfriedeten Areal | BW              |

## Einzeldenkmäler
| Bezeichnung                                      | Lage                                                       | Baujahr                            | Beschreibung | Bild                           |
| ------------------------------------------------ | ---------------------------------------------------------- | ---------------------------------- | --- | ------------------------------ |
| Wohnhaus                                         | Malberg, Am Neidenbach 15 Lage                             | spätes 17. Jahrhundert             | dreigeschossiges Wohnhaus, spätes 17. Jahrhundert, wohl im 19. Jahrhundert aufgestockt | BW                             |
| Wohnhaus                                         | Malberg, Am Neidenbach, gegenüber Nr. 19 Lage              | 1779                               | ehemaliges Wohnhaus, bezeichnet 1779 | BW                             |
| Wohnhaus                                         | Malberg, An der alten Kirche 1 Lage                        | um 1850                            | Einhaus, wohl um 1850 (Umbau einer Scheune) | BW                             |
| Wohnhaus                                         | Malberg, An der alten Kirche 2, Am Neidenbach 19 Lage      | um 1780                            | Flurküchenhaus, um 1780; Schaftkreuz, erste Hälfte des 18. Jahrhunderts (?) | Fotos hochladen                |
| Wohnhaus                                         | Malberg, An der alten Kirche 12 Lage                       | 1776                               | Wohnhaus, fünfachsiger Krüppelwalmdachbau, bezeichnet 1776 | Fotos hochladen                |
| Malberger Hütte                                  | Malberg, Finstingerstraße 15 Lage                          | ab 1749                            | ehemalige Eisenhütte; 1749 angelegt, heutiges Erscheinungsbild geprägt durch Überformungen oder Erneuerungen des frühen 19. Jahrhunderts; Südtrakt, ehemaliger Kohlenschuppen und Wohnhaus unter einem Dach; nördliches Wohnhaus, achtachsiger Krüppelwalmdachbau; Giebelwand des abgebrochenen Hüttengebäudes; in einem Anbau des Südtrakts Gründungsstein mit Wappen | BW                             |
| Wohnhaus                                         | Malberg, Hillstraße 10 Lage                                | frühes 19. Jahrhundert             | stattliches Flurküchenhaus, wohl aus dem frühen 19. Jahrhundert; in der Giebelwand Nischengehäuse mit Abschlusskreuz, 16. Jahrhundert, vor der Hauswand Kreuz, 19. Jahrhundert | BW                             |
| Schulhaus                                        | Malberg, Kirchplatz 1 Lage                                 | 1813                               | ehemalige Schule; ehemaliges Wohnhaus mit Wirtschaftsgebäude, 1813, Umbau des Wohnhauses zu Lehrerwohnungen und der Ökonomie zur Schule 1842 | Fotos hochladen                |
| Wohnhaus                                         | Malberg, Kirchplatz 2 Lage                                 | 1777                               | Flurküchenhaus, bezeichnet 1777 | Fotos hochladen                |
| Katholische Pfarrkirche St. Quirin               | Malberg, Kirchplatz 4 Lage                                 | 1905/06                            | neugotische dreischiffige Stufenhalle, 1905/06, Architekt Ernst Brand, Trier; mit Ausstattung; vor der Kirche spätbarocker Bildstock, bezeichnet 1788 | weitere Bilder Fotos hochladen |
| Spetenkreuz                                      | Malberg, Kirchplatz, bei Nr. 4 Lage                        | frühes 19. Jahrhundert             | Wegekreuz; Schaftkreuz, wohl aus dem frühen 19. Jahrhundert; 2008 vom alten Standort oberhalb der Kyll transloziert | Fotos hochladen                |
| Portal                                           | Malberg, Poststraße, an Nr. 3 Lage                         | Mitte des 18. Jahrhunderts         | am Nebengebäude: aufwändiges Barockportal, wohl aus der Mitte des 18. Jahrhunderts | BW                             |
| Spolien                                          | Malberg, Poststraße, neben Nr. 8 Lage                      | 17. Jahrhundert                    | Spolien, 17. Jahrhundert, unter anderem gekuppeltes Fenster, bezeichnet 1624 | BW                             |
| Wohnhaus                                         | Malberg, Poststraße 13 Lage                                | um 1800                            | spätbarockes Flurküchenhaus auf L-förmigem Grundriss, um 1800 | BW                             |
| Wohnhaus                                         | Malberg, Schleifstraße 6 Lage                              | um 1800                            | Wohnstallhaus mit Flurküche, um oder kurz nach 1800 | BW                             |
| Wohnhaus                                         | Malberg, Schleifstraße 8 Lage                              | spätes 18. Jahrhundert             | Wohnstallhaus, spätes 18. Jahrhundert | BW                             |
| Neues katholisches Pfarrhaus                     | Malberg, Schloßstraße 5 Lage                               | 1914                               | kubischer Walmdachbau, Reformarchitektur, bezeichnet 1914, Architekt Ernst Brand, Trier, Vollendung von Garten, Einschluss- bzw. Stützmauern und Nebengebäude bezeichnet 1915; an der Gartenmauer Oberteil eines Nischenkreuzes, 16. Jahrhundert | BW                             |
| Wohnhaus                                         | Malberg, Schloßstraße 21 Lage                              | 1836                               | fünfachsiges Wohnhaus mit Kniestock, bezeichnet 1836, im Kern wohl älter | BW                             |
| Tür                                              | Malberg, Schloßstraße, an Nr. 24 Lage                      | Anfang des 19. Jahrhunderts        | Haustür, wohl vom Anfang des 19. Jahrhunderts | BW                             |
| Portal                                           | Malberg, Schloßstraße, an Nr. 27 Lage                      | frühes 19. Jahrhundert             | klassizierendes Portal, wohl aus dem frühen 19. Jahrhundert | BW                             |
| Wohnhaus                                         | Malberg, Schloßstraße, neben Nr. 28 Lage                   | 1836                               | zweiachsiges Flurküchenhaus, bezeichnet 1836 | BW                             |
| Wohnhaus                                         | Malberg, Schloßstraße 29 Lage                              | frühes 19. Jahrhundert             | dreigeschossiges Wohnhaus mit Kniestock, frühes 19. Jahrhundert | BW                             |
| Wohnhaus                                         | Malberg, Schloßstraße 31 Lage                              | 1824                               | dreigeschossiges Wohnhaus mit Kniestock, bezeichnet 1824 | BW                             |
| Wohnhaus                                         | Malberg, Schloßstraße 35 Lage                              | um 1800                            | eingeschossiges Unterstallhaus, um 1800 | Fotos hochladen                |
| Wohnhaus                                         | Malberg, Schloßstraße 37 Lage                              | 1792                               | dreigeschossiges Wohnhaus mit aufwändigem Portal, bezeichnet 1792, kleiner Felsenkeller, Takenplatte, bezeichnet 1793 | Fotos hochladen                |
| Wohnhaus                                         | Malberg, Schloßstraße 38 Lage                              | frühes 17. Jahrhundert             | Wohnhaus, rückwärtig Wendeltreppenturm, frühes 17. Jahrhundert | BW                             |
| Schloss Malberg                                  | Malberg, Schloßstraße 45 Lage                              | 1707–09                            | höhengestaffelte Flügelanlage; viergeschossiger sogenannter Altbau mit innerer Toranlage, im Kern mittelalterlich, Umgestaltung 1707–09, mit „eisernem Garten“; Neues Haus: barocker zweieinhalbgeschossiger, neunachsiger Walmdachbau mit Seitenrisaliten, sowie Arkadenbau mit Walmdach, 1707–15, Architekt Matteo Alberti, Düsseldorf; „runder Garten“ mit Pavillons und Terrasse über Stützmauer, um 1730, Architekt wohl Christian Kretzschmar, Gartenskulpturen von Ferdinand Tietz und Werkstatt, um 1758–60; ehemalige Schlosskapelle: ursprünglich zweiachsiger, bei Einrichtung zur Pfarrkirche St. Quirin verlängerter Mansarddachbau; ehemaliges Brauhaus: schlichter Mansarddachbau | weitere Bilder Fotos hochladen |
| Alte Kirche                                      | Malberg, Schloßstraße 46 Lage                              | 1755                               | zweiachsiger Saalbau, 1755; Freskenreste im Chor | Fotos hochladen                |
| Kyllbrücke                                       | Malberg, Tellstraße Lage                                   | 1892                               | vierbogige Sandsteinquaderbrücke, 1892, Architekt Bautechniker Matthias Loos | weitere Bilder Fotos hochladen |
| Wohnhaus                                         | Malberg, Tellstraße 5 Lage                                 | um 1770/80                         | Wohnhaus mit Kniestock, um 1770/80 | BW                             |
| Hopfenhaus im Herrengarten                       | Malberg, Tellstraße 12 Lage                                | zweite Hälfte des 19. Jahrhunderts | ehemaliges Hopfenhaus im „Herrengarten“; eingeschossiger Massivbau auf hohem Untergeschoss, wohl aus dem fortgeschrittenen 19. Jahrhundert | BW                             |
| Wegekreuz                                        | Malberg, östlich des Ortes; Flur Aufm Flur beim Kreuz Lage | 1818                               | Schaftkreuz, bezeichnet 1818, Metallkorpus jünger | weitere Bilder Fotos hochladen |
| Wegekreuz                                        | Malberg, südöstlich des Ortes an der L 34 Lage             | 1867                               | Schaftkreuz, 1867 | weitere Bilder Fotos hochladen |
| Wegekreuz                                        | Malberg, westlich des Ortes an der Kyll Lage               | 1821                               | Balkenkreuz, 1821 | BW                             |
| Fließemer Kreuz                                  | Malberg, nördlich des Ortes im Wald Lage                   | 1633                               | Wegekreuz; Schaftkreuz, bezeichnet 1633 | BW                             |
| Katholische Filialkirche St. Maria vom guten Rat | Mohrweiler, Höhenstraße, bei Nr. 30 Lage                   | 1909                               | kleiner Saalbau in barocken Formen, angeblich von 1909 | BW                             |